# 野田川 (兵庫県)
野田川（のだがわ）は、兵庫県姫路市南部を流れる河川。二級河川野田川水系の本流である。上流部は外堀川（三左衛門堀）と呼ばれ、支流の扱いになる。

## 地理
播磨平野西部、姫路市南部を南流する。
姫路バイパスと交差する飾磨区上野田以北は外堀川と呼ばれ、ここから野田川に名を変える。流域はほぼ平坦で、飾磨市街地東部を引き続き南流し、山陽特殊製鋼などの工場が立ち並ぶ工業地帯を過ぎると飾磨臨海大橋をくぐって播磨灘に注ぐ。河口には姫路港（飾磨港区）が立地する。

## 歴史
- 姫路へ入府した池田輝政は姫路城本格築城にあたり、市川水系下流部を大幅に付け替えようと試みた（船場川も参照）が、野田川水系もその一つである（付け替え計画については外堀川を参照）。

## 支流
- 外堀川（事実上の上流部）
- 中島川（準用河川）

## 流域の自治体
兵庫県
姫路市

## 沿岸の施設
- 姫路中央病院
- 飾磨警察署
- 姫路南郵便局
- 山陽特殊製鋼本社・工場
- 浜手緑地

## 並行する交通
- 駅南大路
- 兵庫県道540号飾磨港線